# Белон, Пьер
Пьер Бело́н, или же Белло́ний (фр. Pierre Belon du Mans, лат. Petrus Bellonius Cenomanus; 1517, Серан-Фультурт, Ле-Ман — 1564, Булонский лес, Париж), — французский натуралист и ботаник, профессор Парижского университета, основатель сравнительной анатомии. Особенно известен своими работами по ихтиологии и орнитологии.
Белон обучался ботанике у Валерия Кордуса и много путешествовал с ним по Европе. Благодаря своему покровителю, кардиналу Франсуа де Турнону, Белон в 1542 году посетил Швейцарию, а в 1543-м — Германию. В 1546 году Белон присоединился к французскому посольству в Константинополе, что позволило ему несколько лет путешествовать по Ближнему Востоку. В 1549 году Белон вернулся в Париж и вместе со своим покровителем, попавшим в опалу, отправился на конклав в Рим. Первое сочинение учёного увидело свет в 1551 году и было посвящено дельфинам и другим обитателям водоёмов. В 1553 году вышел основной труд Белона по ихтиологии «Водные животные» и иллюстрированные заметки по этнографии, ботанике и зоологии Востока. В 1555 году был издан трактат по орнитологии «Естественная история птиц». Основные работы Белона были написаны на французском языке, что дало повод критикам обвинить его в плагиате, но принесло ему широкую популярность среди читателей. Белон, получив признание при жизни, продолжал путешествовать по Европе. Король Франции выписал ему пенсию, которую из-за пустой казны Белон ни разу не получил. Учёный жил в бедности, потеряв своих покровителей во время религиозных войн, и был убит в Булонском лесу.

## Биография

### Ранние годы
Пьер Белон родился в нормандской деревушке Ла-Сультьер  (La Soultière; ранее — La Soulletiere; коммуна Серан-Фультурт) в тридцати километрах от Ле-Мана. Согласно описанию портрета Белона, помещённого в труде De aquatilibus (1553), учёному в тот момент было 36 лет, из чего биографы сделали вывод, что он родился примерно в 1517 году. Этот год указан в работе французского натуралиста Жоржа Кювье 1829—1832 годов, в то время как в работе «От Гераклита до Дарвина» советского историка естествознания Валериана Лункевича фигурирует 1518 год. В 1970-е годы дом, в котором Белон появился на свет, продолжал стоять. Другой информации об обстоятельствах его рождения или о его предках не сохранилось.
Известно, что после 1532 года он какое-то время провёл в Бретани, где выучил местный язык и познакомился с местной кухней, обычаями и легендами. У него рано возник интерес к наблюдениям флоры и фауны. Спустя некоторое время он стал учеником Рене де Пре (Rene des Prez) из Фультурта, который был аптекарем епископа Клермона Гийома Дюпра. При поддержке епископа Белон совершил путешествие во Фландрию и в Англию, хотя, возможно, первая поездка в Англию произошла в 1540-е годы. После возвращения в Овернь он получил протекцию епископа Ле-Мана Рене дю Белле. В 1538 году Белон стал работать в епископском саду Тувуа (Touvoie), с этим моментом связывают появление первых ботанических садов. В 1540 году при поддержке епископа Белон отправился в Германию, где провёл около года, обучаясь ботанике в Виттенбергском университете у Валерия Кордуса, который тоже любил путешествовать. Вместе они проехали по Померании, Саксонии, Тюрингии и Богемии, после чего Белон вернулся, чтобы рассказать покровителю о своих приключениях.
В 1542 году Белон отправился в Париж, где вскоре получил протекцию кардинала Франсуа де Турнона. Учитывая, что Белон, формально будучи аптекарем, не любил аптекарское дело, кардиналу, возможно, требовались знакомства Белона в лютеранских университетах. Схожую роль при кардинале выполнял Франсуа Рабле. Таким образом, из Парижа Белон поехал в Швейцарию (1542) и Германию (1543). По его собственным словам, он провёл полгода в женевской тюрьме из-за теологических споров с кальвинистами и не оставил никаких впечатлений о городе. 1 сентября 1543 года Карл Орлеанский взял Люксембург, куда следом отправился и Белон.
В это время Кордус с учениками путешествовал по Швейцарии и Италии, но чувствовал себя не очень хорошо и торопил экспедицию. В 1544 году он снова пригласил Белона, который по дороге к месту встречи посетил Прованс, Оранж, Авиньон и Ниццу и нашёл Кордуса в Лигурии. Когда 25 сентября того же года Кордус скончался, Белон продолжил путешествие самостоятельно. Уже в то время, помимо собственно ботаники, необходимой для аптекарского дела, он увлекался изучением рыб и птиц, постоянно общаясь с местными рыбаками в поисках необычных морских находок. Предположительно, во время этой поездки Белон сделал зарисовку черепа дельфина, прикреплённого к городским воротам Римини.

### Путешествие в Константинополь
После возвращения во Францию Белон занимался идентификацией растений, описанных Диоскоридом, Теофрастом и другими учёными, и предлагал перевести на французский язык некоторые из древних ботанических трактатов. Он не мог найти соответствие многим указанным в этих работах растениям и полагал, что для их определения нужно отправиться на восток, где они, по-видимому, и произрастали. Такая возможность предоставилась Белону, когда, по рекомендации кардинала де Турнона, он был прикреплён к свите французского посла Габриэля д’Арамона, направляющегося в Константинополь. В свите также находился учёный Пьер Жиль, в задачи которого входил сбор греческих манускриптов и античных ценностей. Присутствие двух учёных выделяло посольство из ряда подобных, так как впервые преследовало в том числе и научные цели. Оплату поездки самого Белона взял на себя кардинал де Турнон. Большое путешествие по Османской империи пришлось на 1546—1549 годы. Целью посольства было не допустить подписание мирного договора между султаном Османской империи Сулейманом Великолепным и императором Священной Римской империи Карлом V.
В декабре 1546 года в обстановке секретности посольство выехало по направлению к Швейцарии и через Женеву, Люцерн, Кур, Лонато, Пескьеру, Верону и Падую достигло Венеции 9 февраля 1547 года. Им пришлось задержаться на несколько дней из-за плохой погоды и 20 или 24 февраля продолжить маршрут через Пореч, Пулу, Задар, Шибеник и Хвар, в конце концов добравшись до Дубровника. Белон исследовал регион, в частности, наблюдал столкновение осьминога с крабом. Не связанный дипломатической миссией, Белон мог позволить себе остаться на побережье после того, как в марте посольство отправилось дальше. В компании аптекаря из Дижона Бениня де Виллера (Benigne de Villers) Белон исследовал восточное побережье Адриатического моря, в частности Корфу, Закинтос и Китиру, и ещё в марте добрался до Греции. Он посетил Крит, находившийся в то время под протекторатом Венеции, где наблюдал миграцию птиц и собирал этнографическую информацию. Из-за пиратов он задержался в регионе дольше, чем планировал, лишь 6 апреля достигнув Адрианополя, где снова соединился с посольством, которое 14 мая 1547 года прибыло в Константинополь.
Исследуя город, Белон обнаружил место около ипподрома, в котором находились дикие животные: рыси, снежные барсы, тигры, львы, леопарды, медведи и волки. Он наблюдал слонов и бегемотов, заметив про последних, что их пасть «настолько большая, что в ней могла бы поместиться голова зевающего льва» (фр. «si grande que la teste d’un lion baillant pourroit trouver place leans»). Не забывал Белон и константинопольские аптеки: исследуя их ассортимент и общаясь с «турецким учёным, изучающим арабский язык», он составил глоссарий на турецком языке, основанный на трудах Авиценны. Монополией на импорт лекарств из Леванта владели венецианцы, и исследования Белона могли дать Франции ценную информацию. Белон также посетил остров Лемнос, землю которого многие путешественники привозили в качестве лекарства; оказалось, что церемония проводится раз в год с особой помпой, и 6 августа Белон наблюдал, как местные служители религии, как греческие, так и турецкие, с молитвами поднимаются на холм, где, с помощью 50—60 мужчин, вскрывают верхний слой грунта и берут столько земли, сколько нужно для доставки в Константинополь и для местных торговцев. Ожидая церемонии, Белон какое-то время оставался на острове, исследуя флору и фауну, а также помогая в лечении жителей. Из-за превратностей погоды он посетил ещё несколько островов, прежде чем достиг берегов Афона, который, несмотря на аскетичный образ жизни его жителей, назвал «раем наслаждения для людей, которые любят проводить время на природе» (фр. «un paradis de delices pour gens qui aiment a se tenir aux champs»). Достигнув Салоник, Белон наблюдал за процессом добычи золотого и серебряного галенита на рудниках, известных со времён македонского царя Филиппа II. Исследователь обнаружил в этих местах довольно редкий во Франции умбиликус, а на реке Стримон наблюдал огромные стаи пеликанов. Возвратившись в Константинополь в августе 1547 года, Белон обнаружил, что д’Арамону удалось получить разрешение на поездку на восток — в Египет.

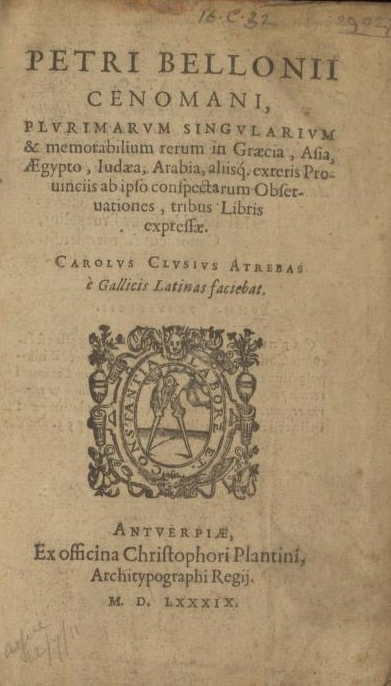
Титульная страница перевода Les observations de plusieurs singularitez et choses memorables trouvees… на латинский язык, выполненного Карлом Клузиусом, 1589 год

По пути в Египет экспедиция посетила Ксанф, реки которого показались Белону меньше, чем в поэзии древних, восхваляемый Галеном Хиос, на котором производили мастику, остров Иос, на котором, по мнению Плиния, похоронен Гомер, а также Родос. Достигнув Александрии, Белон доложил о себе тогдашнему консулу Франции, который показал путешественнику вазы, монеты и папирусы. Из-за разлива Нила дальнейшее путешествие к Каиру продолжилось по воде. В Египте Белон собрал много ценных этнографических сведений. Он собирал упоминаемую Гермесом Трисмегистом руту, отмечал выращивание колоказии, завезённых с Индии банана и сахарного тростника. Он увидел жирафов, писал о том, что египтяне умели выращивать цыплят в инкубаторе. Белон совершил путешествие в Мемфис и в Гизу. Он измерял пирамиды снаружи, поднимался на них, а также добирался до погребальных комнат.
Из Каира Белон на какое-то время ездил в Беренис, чтобы посетить одно из известных мест производства селитры, однако приехавшему позже послу не удалось договориться с султаном об отправке её во Францию. Следующей точкой путешествия был Синай, по дороге к которому довольно многочисленному в этот раз кортежу надо было пересечь пустыню и выйти к Красному морю в районе Суэца. Белон всю дорогу был занят, собирая гербарий и подготавливая чучела змей и других животных. Когда по дороге скончалась беременная верблюдица, Белон вскрыл и её, и неродившийся плод, обнаружив шевеление лёгких и сердца у последнего. Учёного также интересовало, каким образом размножаются гадюки, но он не мог закончить наблюдения в столь сжатые сроки. Обратно путешественники вернулись через 20 дней. 29 октября 1547 года экспедиция отправилась из Каира в Иерусалим, достигнув святого города 8 ноября. На постой они остановились, как и все латинские паломники, на Сионе. Белон посетил священные для католика места, а также заинтересовался многообразием конфессий, представленных в Иерусалиме. Экспедиция дошла до Иордана и Мёртвого моря, посетила Вифлеем.
Следующей точкой маршрута стал Дамаск. В столице Сирии учёному понравились фруктовые сады, изобилие груш, яблок, абрикосов и миндаля. Белон отметил различия в способах выращивания винограда по сравнению с Иерусалимом, обратил внимание на использование плодов. Его интересовали гастрономические диковинки, а также работа докторов. Белон отмечал, что «врачи торгуются с больными», и что часть серебра выплачивается только после исцеления. Из Дамаска отряд отправился в Алеппо. В этом крупном торговом центре, из которого снабжались европейские аптеки, Белона интересовали смолы, камеди, гальбан, опопанакс, стиракс, асафетида, скаммоний, а также выращивание ревеня и торговля им. Отряд прошёл Антиохию и Киликию и остановился на зиму близ Анкары. Весной 1548 года путешественники вернулись в Константинополь. Всё путешествие отряд, в котором находился Белон, опасался грабителей, с которыми время от времени происходили стычки.
2 мая 1548 года д’Арамон отправился с турецким султаном в поход против Персии. Среди сопровождающих французского посла лиц были Пьер Жиль и Андре Теве. Белон находился с ними только часть пути, а потом вернулся в Константинополь, где снискал благосклонность Жан-Жака де Камбре, который временно исполнял обязанности французского посла. Де Камбре был образованным и начитанным человеком, знал несколько языков. Лишь в 1549 году Белон вернулся на родину. С собой он привёз «шкуры змей, птиц, наземных зверей, целые растения, семена необычных трав и некоторые морские вещи» (фр. «serpents, oiseaux, bestes terrestres, plantes entieres, semences d’herbes singulieres et plusieurs choses de mer»). Вместе с тем часть коллекции Белона была отправлена заранее на другом корабле, захваченном берберами, и не добралась до места назначения.

### Поздние годы
Вернувшийся Белон обнаружил, что все его покровители попали в опалу, и лишь кардинал Франсуа де Турнон, хоть и удалился в аббатство Сен-Жермен-де-Пре, оставался довольно близким ко двору. Из-за проблем со здоровьем папы Павла III опального кардинала отправили в Рим, где уже находились Шарль де Гиз, кардинал Лотарингский, Рене дю Белле и Гаспар II де Колиньи для подготовки к будущему конклаву. В знак признательности «своему Аристотелю» кардинал де Турнон взял с собой Белона. В Риме Белон повстречался с Гийомом Ронделе и Ипполитом Сальвиани. Он неоднократно ездил в Италию; отсутствие каких-либо хронологических деталей не позволяет определить, когда именно он посещал те или иные природные объекты. Вместе с тем известно, что он побывал в Парме и Милане, исследовал озёра Комо, Гарда, Лаго-Маджоре, Лугано, перевалы Монженевр и Мон-Сени.
После конклава учёный оставил кардинала в Италии и вернулся во Францию, остановившись в аббатстве Сен-Жермен-де-Пре. Поль Делоне передаёт слова французского ботаника Луи Мари Обера Дю Пети-Туара (1758—1831), который считал, что в 1549 году Белон опубликовал французский перевод «Истории растений» немецкого ботаника Леонарта Фукса (1501—1566). Сам Делоне сомневался в том, что перевод принадлежит перу Белона; скорее всего, тот помогал анонимному переводчику, так как сам был занят изучением морских обитателей.

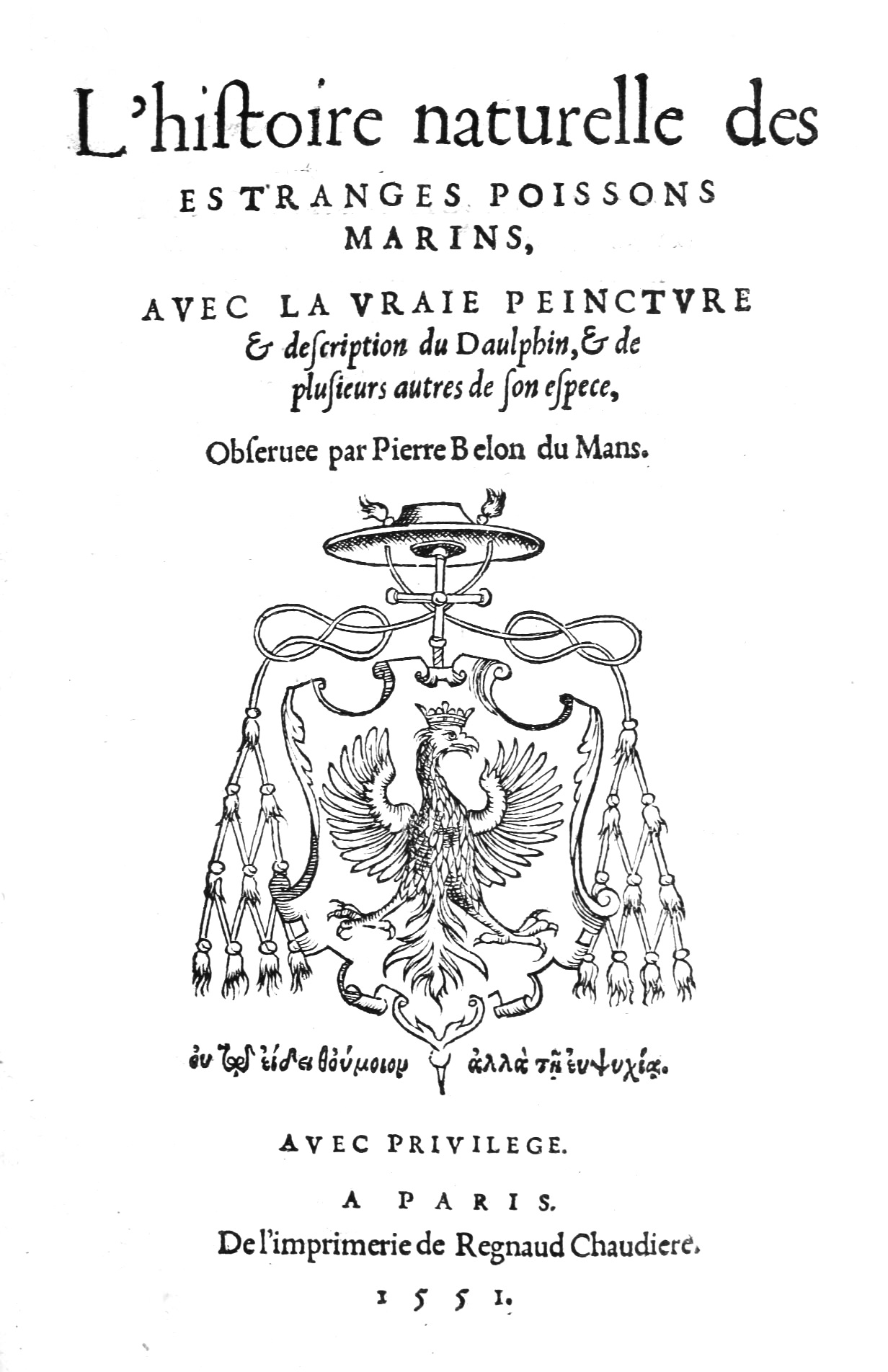
Титульная страница L’histoire naturelle des estranges poissons marins

Летом 1550 года Белон отправился в путешествие через Ла-Манш, во время которого увидел огромного дельфина. В Лондоне Белон встречался с хорошо образованным учёным, послом Венеции Даниэле Барбаро, у которого имелась коллекция изображений рыб и чучела редких птиц. Белон также посетил Кентербери и Оксфорд. Во время демонстрации перед слушателями медицинского факультета в Оксфорде Белон изучал биение сердца рыбы после вскрытия, указывал на наличие в рыбе паразитов. Вернувшись из поездки, Белон опубликовал трактат L’histoire naturelle des estranges poissons marins, поместив в него описание дельфина и некоторых других морских обитателей. Признавая пробелы в этой работе, Белон продолжал сбор сведений; в частности, в мае 1551 года он наблюдал привезённую в Париж косатку. Осенью 1552 года он закончил подготовку трактата De aquatilibus, который годом позже был отпечатан на латинском языке, а в 1555 году увидела свет его французская версия.
В 1553 году Белон опубликовал и другие работы, связанные с путешествиями в Африку и Азию: De arboribus coniferis …, De admirabili operum antiquorum …, Les observations de plusieurs singularitez et choses memorables trouvees en Grece, Asie, Judee, Égypte, Arabie et autres pays estranges, redigees en trois livres …. Труд, описывающий наблюдения во время поездки на Восток, Белон посвятил кардиналу де Турнону, вернувшемуся во Францию, хорошо принятому королём и удалившемуся на виллу в окрестностях Блуа. При этом Делоне отмечал, что неизвестно, удалось ли учёному встретиться со своим покровителем лично. Однако влияние де Турнона при дворе уменьшалось, и покровителем учёных, в том числе Белона, стал кардинал Оде де Колиньи, который обещал заплатить Белону за подготовку переиздания Historia plantarum Теофраста и подготовку собственного сочинения о змеях. При поддержке Колиньи Белон добился расположения Шарля де Гиза, начал общение с кардиналом Жаном Бертраном и некоторыми богатыми французами. Наставник одного из них мог читать на иврите, чем помог Белону опознать некоторых птиц, упомянутых в Библии. Постепенно Белон стал знаменитым и был принят при дворе, где участвовал в учёных беседах, спорил об анатомии морских животных. Делоне описывает поездку Белона, поэта Жана Дора и других летом 1551 года во владения мирового судьи, который их хорошо принял. Учёные собирали травы, подбирали птенцов, а поэты составляли сонеты, оды и эпиграммы.
Несмотря на открывавшиеся возможности лёгкой жизни, Белон, вслед за Франсуа де Сепо Вьейвилем, уехал в не так давно отвоёванный у испанцев Мец, где изучал флору и фауну, в частности, получил несколько сов. Исследуя леса, Белон столкнулся с отрядом, который не удовлетворился ответом учёного о его стороне в вооружённом конфликте и отправил Белона в темницу. По другой версии, Белона обвинили в ереси. Так или иначе, Белона спас поклонник Ронсара, который одолжил соотечественнику поэта деньги, необходимые для выкупа. Вернувшись ко двору, Белон получил кредиты у своих покровителей, чтобы расплатиться со спасителем, и имел возможность представить свои проекты королю Франции Генриху II. Белон собирался выращивать у себя на родине дуб каменный, дуб пробковый, очанку лекарственную, земляничное дерево, терпентинное дерево, рожковое дерево и другие. Король предоставил ему пенсию, которую учёный ни разу не получил, так как казна была пуста. В ожидании денег Белон отправился в поездку по Оверни, Савойе, Дофине. В апреле 1557 года он был хорошо принят в Цюрихе; он присутствовал на пасхальных богослужениях, но при этом, памятуя свой прошлый опыт, воздержался от участия в теологических дискуссиях. Так и не получив королевскую пенсию, Белон снова уехал от двора, теперь в Италию. В этом путешествии он в основном посещал ботанические сады и парки. Он впервые увидел мирт, заинтересовался семенами пробкового дуба, ради которых отправился искать жёлуди на побережье провинции Сиена, охваченной в то время военными действиями. Последнее произведение Белона, Les remonstrances, посвящено использованию в сельском хозяйстве диких деревьев и кустарников, приручению дикой природы (автор осознанно избегает упоминаний фруктовых деревьев). Оно было выпущено в 1558 году на французском языке.
В 1551 году Белон начал обучение медицине в Парижском университете. В одной из работ он выражает благодарность декану Клоду Роже (Claude Roger) и некоторым учителям. Так или иначе, постоянные путешествия не способствовали обучению, и в записях Парижского университета Белон считается нерегулярным студентом. По словам Делоне, Белон продолжал обучение намного дольше сокурсников. В апреле 1560 года он просил дать ему лиценциат и получил на это разрешение, если сам посетит для смотра знаний всех необходимых докторов. 28 мая 1560 года Белон получил лиценциат на факультете медицины Парижского университета, при этом Белон был последним, восемнадцатым, получателем. Вряд ли Белон воспользовался этой степенью, так как не числился в списках врачей, по-видимому, не успев подать документы. В любом случае, отсутствие начального образования, слабое знание греческого и латинского языков не позволили бы ему добиться успеха на этом поприще в Париже. Кювье относит присуждение медицинской степени к 1553 году, добавляя, что оно было сопряжено с некоторыми трудностями.
В 1561—1562 годах Белон потерял поддержку своих покровителей. После очередной смены французских королей из Рима вернулся кардинал де Турнон, а Колиньи открыто объявил себя гугенотом. Таким образом, покровители Белона оказались по разные стороны религиозного противостояния. Другие покровители, как и многие друзья Белона, к тому времени уже умерли (в 1554 году — Жан Бринон (Jean Brinon) и Габриэль д’Арамон, в 1555 — Пьер Жиль, в 1560 — Гийом Дюпра и Жан Дю Белле). По словам Делоне, Белон смог встретиться с королём и его матерью и рассказал о преступлениях гугенотов, очевидцем которых был сам, после чего получил несколько предупреждений от сочувствующих о возможной опасности для его жизни. С другой стороны, некоторые придворные говорили, что Белон не мог бы встретиться с королём, не будучи сам гугенотом. Вместе с тем Белон общался с королевским хирургом Амбруазом Паре, который был гугенотом, молчание о вероисповедании которого говорит о том, что они, по-видимому, состояли в хороших отношениях. Из-за активной антигугенотской позиции у Белона были открытые враги и в научном мире. В частности, его обвиняли в краже трудов Жиля, с которым Белон некоторое время путешествовал по востоку, утверждая, что сам Белон «не способен к великим интеллектуальным произведениям» (фр. «incapable de ces grandes productions d’esprit»). Именно поэтому, как считают сторонники этой теории, Белон не издал переводы Диоскорида и Теофраста.
При Карле IX Белон поселился в недавно отстроенном Мадридском замке в Булонском лесу, в котором жили художники и учёные. По словам Кювье, он занимался переводами Диоскорида и Теофраста; Лункевич считал, что эти переводы отнимали много времени и не позволили Белону полностью разобрать материалы, привезённые из путешествий. Учёный был убит бандитами (высказывается предположение о гугенотах) в Булонском лесу; большинство биографов считают датой смерти апрель 1564 года. Делоне писал, что, скорее всего, Белон занимался сбором лекарственных трав, а само событие произошло в апреле. Историк приводил ещё одну версию, озвученную немецким историком науки Куртом Шпренгелем, согласно которой Белона убил какой-то итальянец в 1563 году. Кроме того, существуют нотариальные документы, датированные мартом 1565 года и, возможно, относящиеся к Белону (дарение, сделанное от его имени сводному брату). Противоречие, по мнению Делоне, возникает из-за невозможности установить, когда именно реформа календаря вошла в нормативные акты; по старому стилю 1564 год заканчивался 22 апреля 1565 года (Пасха), поэтому смерть учёного могла произойти до этой даты. Современный исследователь Моника Барси полагает, что 1564 год является спорной датировкой, и указывает, что в своём сочинении «Хроника Пьера Белона из Ле-Мана, врача» Белон, возможно, упоминает осаду Мальты турками в 1565 году.
Белон был знаком со многими французскими поэтами своего времени, включая возглавлявшего «Плеяду» Пьера де Ронсара, Жана Дора и других. Ронсар посвятил Белону несколько строк, но, по словам Делоне, не особо утруждал себя этим, так как ранее уже писал про Андре Теве.

## Научная деятельность
Белон, столкнувшись с трудностями в подборе французских названий растениям и животным, упомянутым в древнегреческих трактатах, решил описывать только то, что видел сам. Он собирался таким образом дать описание всех растений, птиц и рыб средиземноморского побережья. Белон отказался верить в существование единорогов, мифы о которых содержатся в работах Аристотеля, и считал, что сфинксов тоже не существует. Свои рассуждения Белон строил на том, что в противном случае сфинксы, изображённые художниками и скульпторами в разных регионах, должны были бы походить друг на друга, чего он не наблюдал. Вместе с тем в его трактаты попали некоторые обитатели средневековых бестиариев.
В 1551 году в Париже увидела свет работа Белона L’histoire naturelle des estranges poissons marins … — первый в мире труд, посвящённый рыбам. В то время под рыбами понимали всех обитателей водоёмов, и потому классификация включала осетра, тунца, малармата, дельфинов и гиппопотама. Последнего, которого Белон называл морской лошадью, сам учёный не видел, а срисовал с обелиска Феодосия или с медали времён императора Адриана. Основной темой книги были дельфины, их строение и репродуктивная система, которую Белон сравнивал с системой наземных млекопитающих. Дельфины в то время были широко распространены в геральдике и пользовались интересом широкой публики, а не только учёных. Дельфинам и схожим существам было посвящено 38 листов, гиппопотамам — пять, наутилидам — два или три. При общих размерах трактата 55 листов, Белон поместил в него десяток рыб с кратким описанием и узнаваемыми иллюстрациями; в первую очередь, чтобы показать, что они не похожи на дельфинов.
Вторая книга Белона по ихтиологии вышла в Париже в 1553 году — «Водные животные» (De aquatilibus …). В ней Белон описал около 110 видов рыб, преимущественно обитающих в Средиземном море (в частности 22 хрящевые рыбы и 16 пресноводных рыб). Работу сопровождали иллюстрации 103 видов. Среди них первое изображение взрослого самца лососёвых во время нереста с характерным крюком на нижней челюсти, которое сам Белон подписал как «Caput Salmonis faeminae», полагая, что изображает самку, а значит не исследовал его внутреннее строение. Каждого морского обитателя Белон подписал на латыни, древнегреческом, французском и итальянском языках, некоторые иллюстрации сопровождали подписи на арабском и турецком. Каждой иллюстрации Белон дал словесное описание, которое редко достигало страницы, а иногда не превышало десяти строк. Он разделял подводных обитателей на две группы: аристотелевских бескровных «рыб», то есть осьминогов, морских моллюсков, морских ежей и крабов, и рыб с кровью, куда были включены тунцы, акулы, а также выдры, дельфины, киты, водяные крысы, бобры и гиппопотам. Кроме того, в эту группу попали морские чудовища из средневековых бестиариев, в частности, морской епископ. По словам Владимира Константиновича Солдатова, автора учебника по промысловой ихтиологии для вузов, это первая попытка систематизировать рыб, основываясь не на предыдущих текстах, а непосредственно на их исследовании. Солдатов приводит белоновскую классификацию водных позвоночных по немецкому зоологу Альберту Гюнтеру: большие рыбы или киты, яйцекладущие костистые рыбы плоской формы (камбала), рыбы высокой формы (солнечник), рыбы змеевидной формы (угорь, морская щука, сфирена), маленькие яйцекладущие чешуйные костистые морские рыбы (формы открытого моря, прибрежные и скалистого дна), пресноводные рыбы. Обширная группа больших рыб делилась на живородящих китов с костным скелетом, живородящих амфибий с четырьмя (бобёр, выдра) или двумя конечностями (тюлень, которого Белон называл морской коровой), яйцекладущих амфибий (рептилий и лягушек), живородящих хрящевых рыб продолговатой (акулы) и уплощённой формы (скаты), яйцекладущих хрящевых рыб (осетры), яйцекладущих китов с костистым скелетом (тунец, треска, морской окунь). Система Белона слабо похожа на современную, он классифицирует рыб по их размерам и форме тела, способам размножения и местообитанию. Ввиду своей популярности книга выдержала десять переизданий, последнее из которых датировано 1620 годом. В 1555 году был опубликован перевод De aquatilibus … на французский язык, получивший название La nature et diversite des poissons … (перевод был завершён 15 января 1554 года).

Иллюстрации De aquatilibus
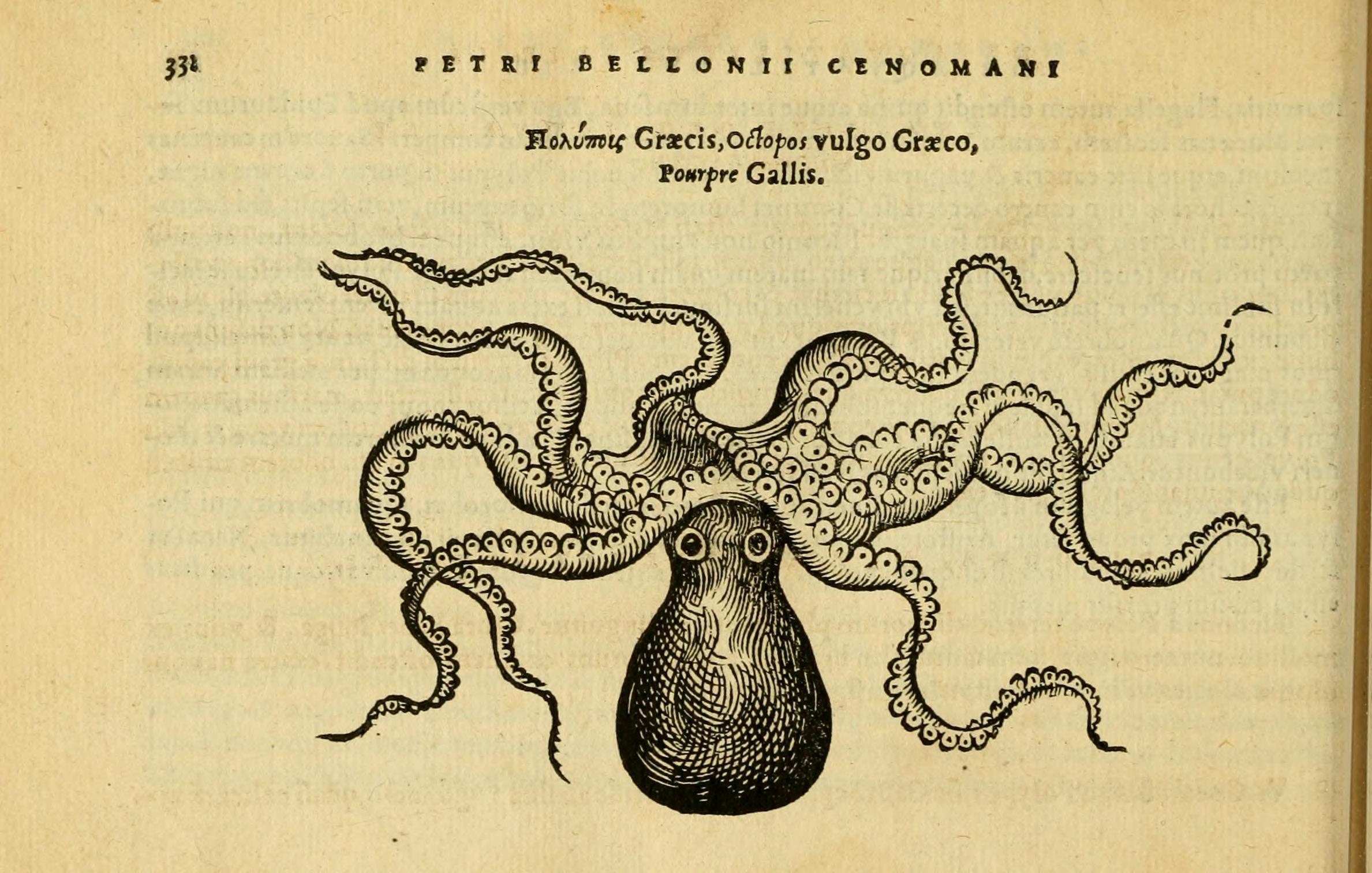
Осьминог
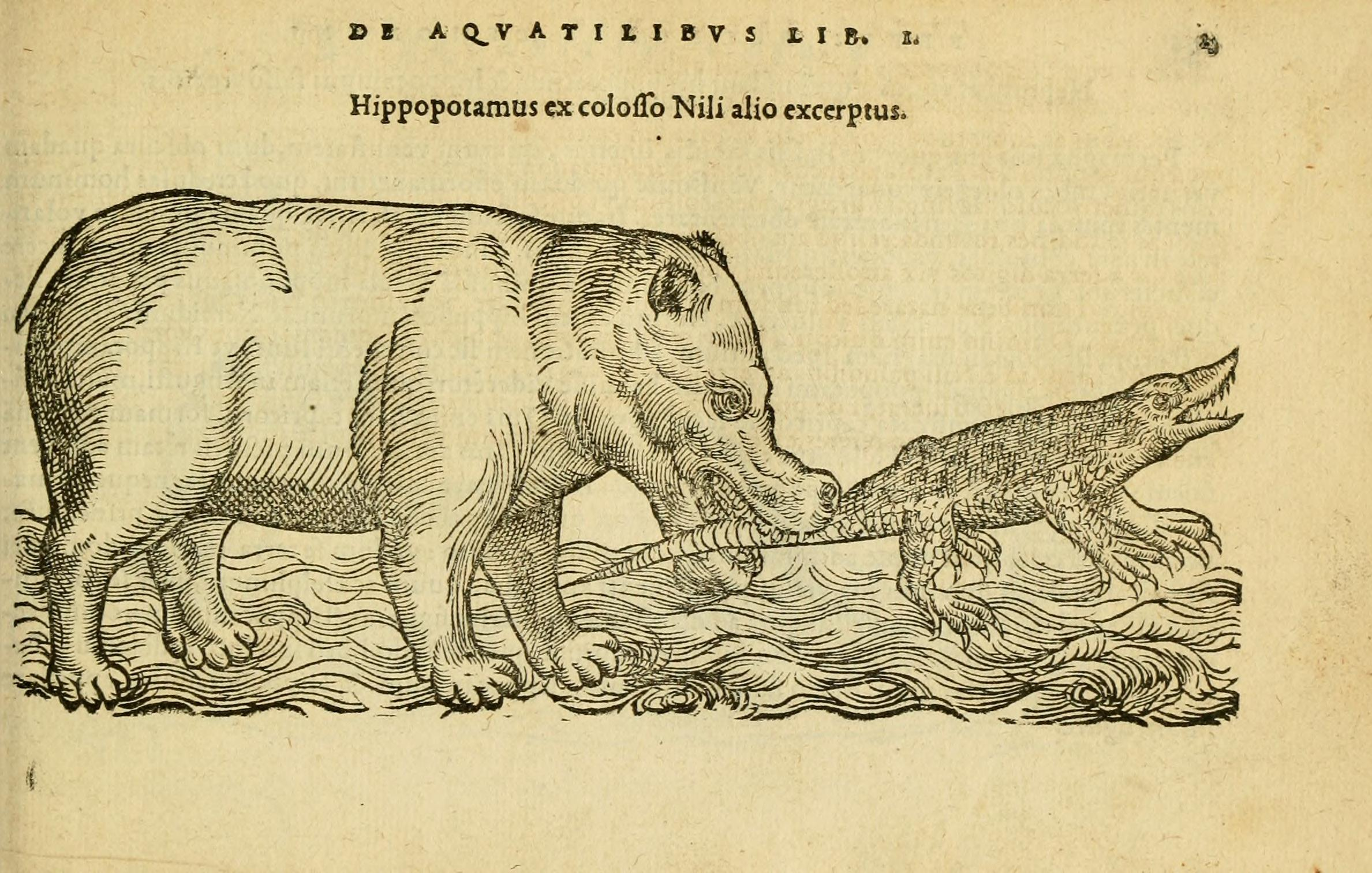
Гиппопотам и крокодил
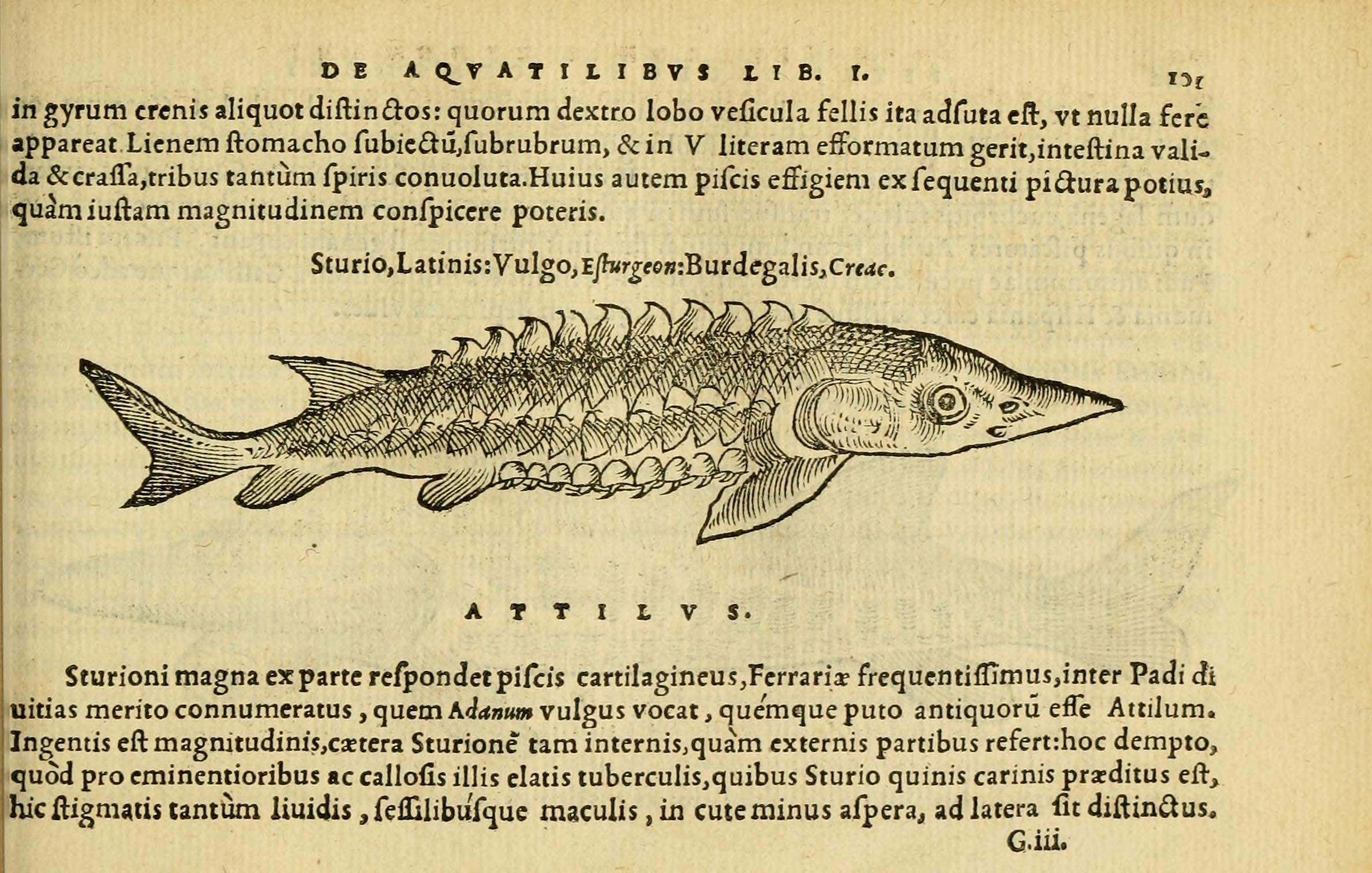
Осётр

В иллюстрированном описании путешествия на Восток, вышедшем в Париже в 1553 году под названием Les oseruations de pluseieurs singularitez, trouees en Grece, Asie, Judee, Egypte, Arabie et autres pays estanges …, находится много зоологических, ботанических и этнографических сведений. За последующие полвека было опубликовано четыре французских переиздания этого труда, на которые ссылаются многие авторы XVI—XVIII веков. Даниель Дюпорт (Danièle Duport) обращал внимание на точные и подробные описания природных ландшафтов, данные Белоном. В то время при описании пейзажей ограничивались городами, или делали акцент на некоторых деталях, однако Белон детально описывал и городские, и сельские пейзажи, а также памятные места. Белон описывает местность с разных точек зрения, описание руин Трои он начинает с дальних видов от моря, уточняет по мере приближения к берегу и завершает, высадившись с лодки. Вместе с географическими данными он стремился передать информацию о климате и обычаях людей, заселяющих местность. Вместе с тем Делоне упоминает обиду французских натуралистов Андре Теве и Жозефа Питтона де Турнефора на топографическую неточность, которую допустил учёный при описании пещеры-лабиринта близ города Гортина на Крите. По мнению Делоне, Белон либо не видел лабиринт, либо неправильно интерпретировал увиденное. Джордж Хупперт полагал, что лабиринт Минотавра просто не заинтересовал учёного. Кроме того, Белон некорректно оценил протяжённость береговой линии острова, утверждая, что она составляет 1520 миль. В описании Востока и его легенд Белон, по мнению Делоне, был добросовестен и беспристрастен, считая своей целью лишь раскрытие причин турецких обычаев. Белон признавал бережливость, простоту и толерантность турок, говорил об их воинских умениях. Дюпорт отмечает, что Белон готовился к своему путешествию и перечитал перед ним работы древних авторов, в том числе Геродота, Страбона, Диодора Сицилийского и Теофраста. Некоторые из них описывали те места, по которым путешествовал Белон, в частности Афон и дельту Нила. Подражая этим работам, Белон имел возможность составить более подробные описания увиденных мест. В дневнике своего путешествия Белон поместил несколько иллюстраций птиц и четвероногих, в частности, слона, цивету, мангуста, хамелеона, муфлона, гамадрила.
Работы Белона по ботанике включают первые изображения некоторых растений Ближнего Востока, в частности платана восточного, одного из видов умбиликуса, акации, хотя натуралиста больше интересовала их практическая ценность. Белон писал, что некоторыми деревьями французы могли бы засадить каменистые места, кедр мог помочь фермерам, а кипарис — краснодеревщикам, и что уже были попытки привезти эти растения, в частности, земляничное дерево он встречал в саду в Туре, пробковый дуб — около Турнона. Для добычи опиума Белон предлагал выращивать во Франции мак. Чтобы «обогатить французскую флору», Белон привозил из разных мест семена и считал, что эта работа должна вестись централизованно, на базе медицинского факультета в Париже. Питомник медицинского факультета существовал с 1506 года под присмотром травника короля, он содержался на деньги студентов, которые платили за возможность получения в нём ботанических знаний. По одной из легенд, именно Белону принадлежит идея появления ботанических садов во Франции, когда ещё до 1540 года он стал засаживать епископский питомник, однако Делоне сомневается в ней, так как в это время Белон ещё не начал свои основные путешествия. Некоторые редкие растения из питомника епископа, в частности руту, ладанник, крушину, Белон привозил Кордусу во время учёбы. Возможно, семена для плантаций экзотических деревьев (в епископском питомнике росли зизифус, земляничное крупноплодное дерево, фисташка, рожковое дерево) пересылал своему знакомому Франсуа Рабле. Белон отмечал, каким критериям должны удовлетворять привозимые во Францию растения: они не должны требовать постоянного ухода и должны быть редки, или вовсе недоступны во Франции. Он предлагал сеять их в питомниках, не пересаживать и поддерживать рост. По словам французского ботаника Луи Крие, посетившего регион в 1833 году, ему удалось увидеть остатки этого «питомника Белона» — заросли калины, кедр, платаны, грабы, шелковица. По-видимому, Белона привлекала не только редкость растений, но и привлекательный вид их листвы, он предлагал использовать привезённые растения в том числе в декоративных целях. Белон особое внимание уделял итальянским садам и хотел повторить их традиции в крупных французских поместьях. Итальянская деревня поражала его своей необыкновенной красотой. Неизвестно, в каком именно месте Франции Белон пытался вырастить растения Востока, но это точно происходило в 1556—1558 годах. Делоне отмечает, что несмотря на все усилия Белона, самое распространённое хвойное дерево Ле-Мана было привезено из Испании в 1650 году, а своё распространение получило лишь в XIX веке. После Белона ботанические труды по восточной флоре опубликовали Мельхиор Гуиландинус (1559—1560), Леонард Раувольф (1573—1576) и Просперо Альпини (1580—1586).
В 1555 году Белон выпустил отдельный труд, посвящённый птицам, — «Естественная история птиц с их описанием и простыми рисунками, сделанными с натуры» (L’histoire de la nature des oyseaux, avec leurs descriptioms et naifs portraicts retirez du naturel …). Несмотря на слабое качество иллюстраций, в нём представлено около 300 видов птиц. Как и в случае рыб, Белон давал название на нескольких языках и добавлял короткое описание каждого вида, а также некоторую информацию об образе жизни птиц. Работа разбита на семь частей: первая часть посвящена общим вопросам, остальные — хищным птицам, водоплавающим, птицам побережья, домашним птицам, воронам и схожим птицам, и, наконец, маленьким певчим птицам.

Иллюстрации L’histoire de la mature des oyseaux
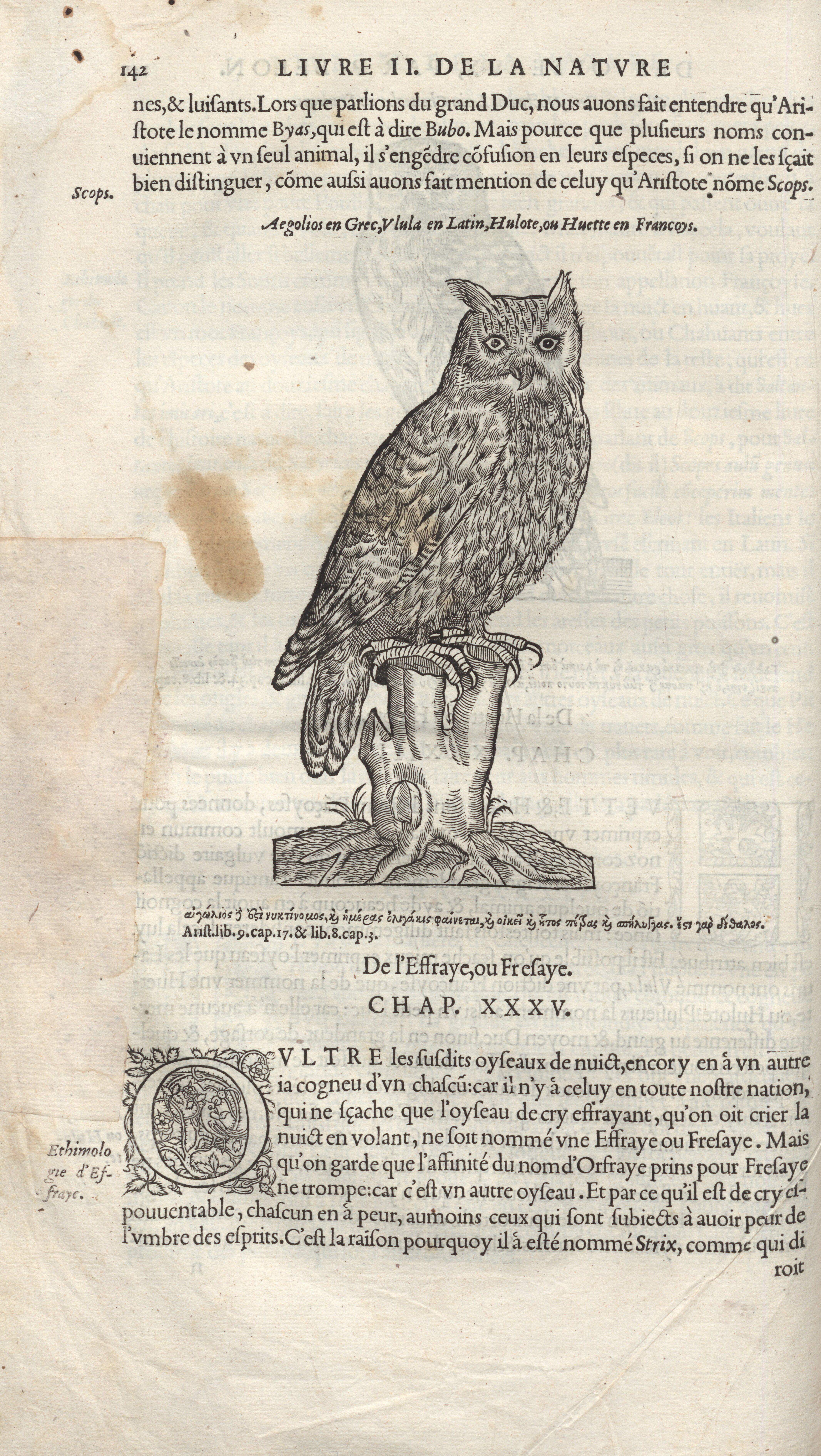
Мохноногий сыч
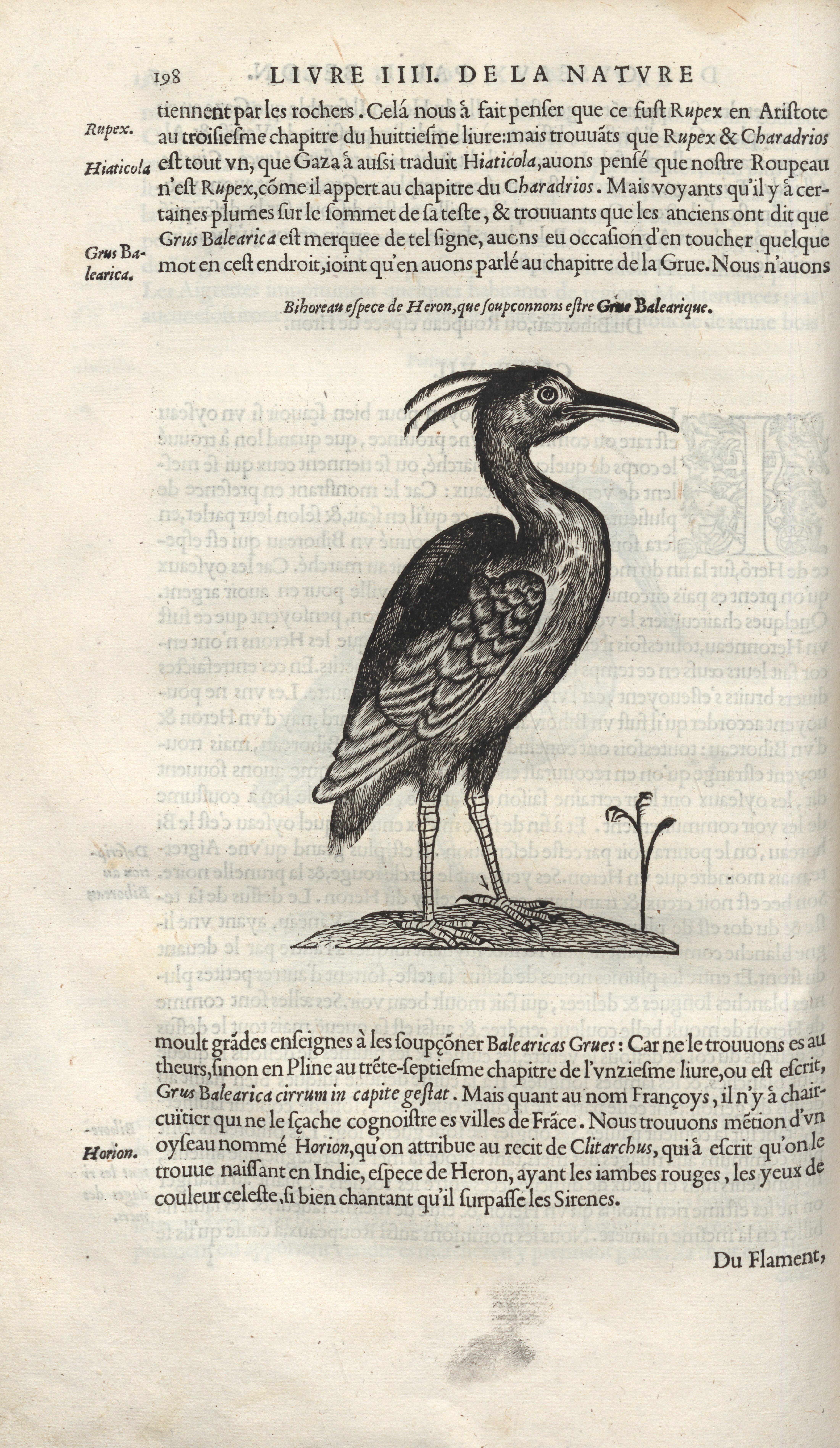
Венценосный журавль
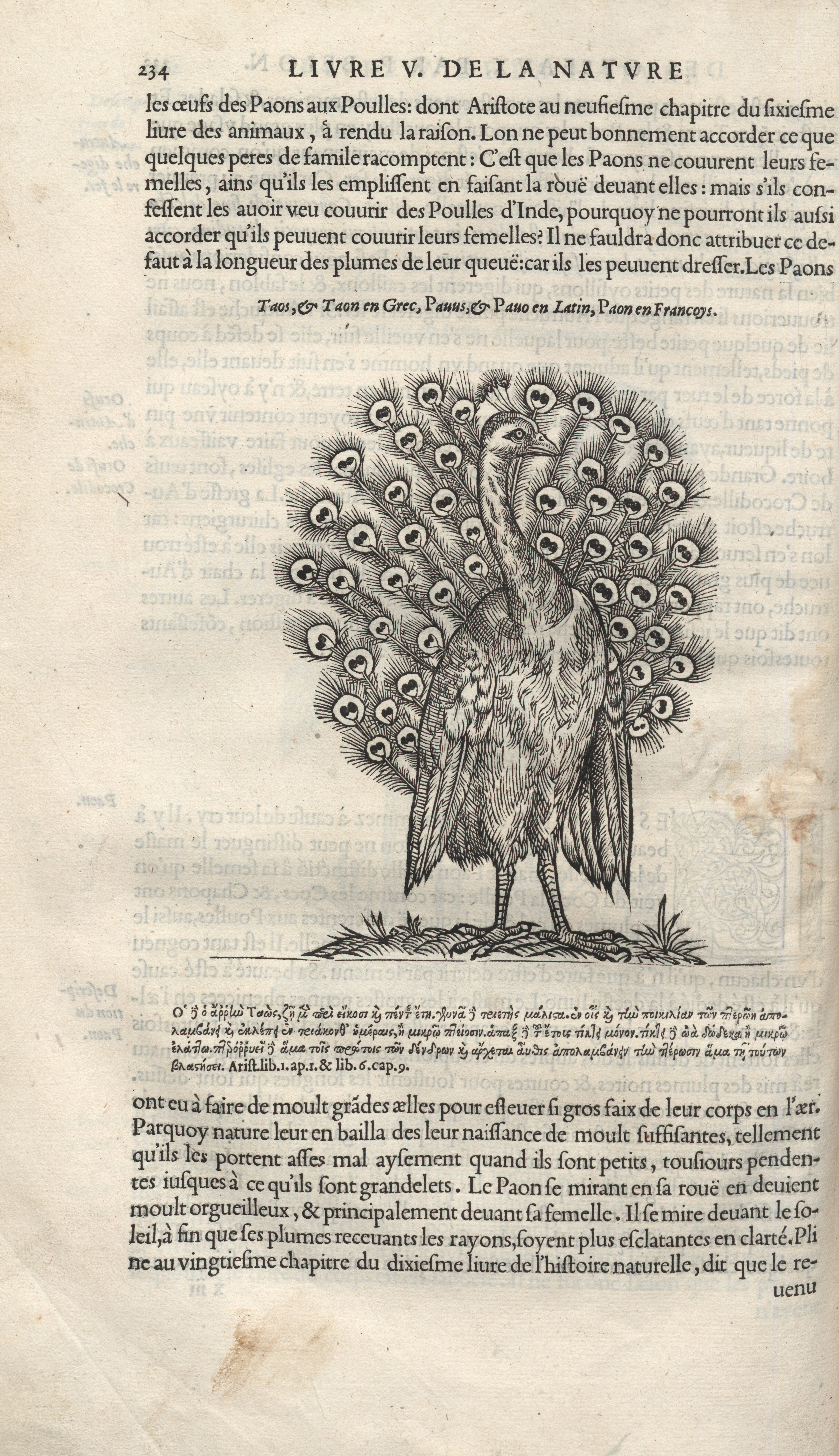
Павлин
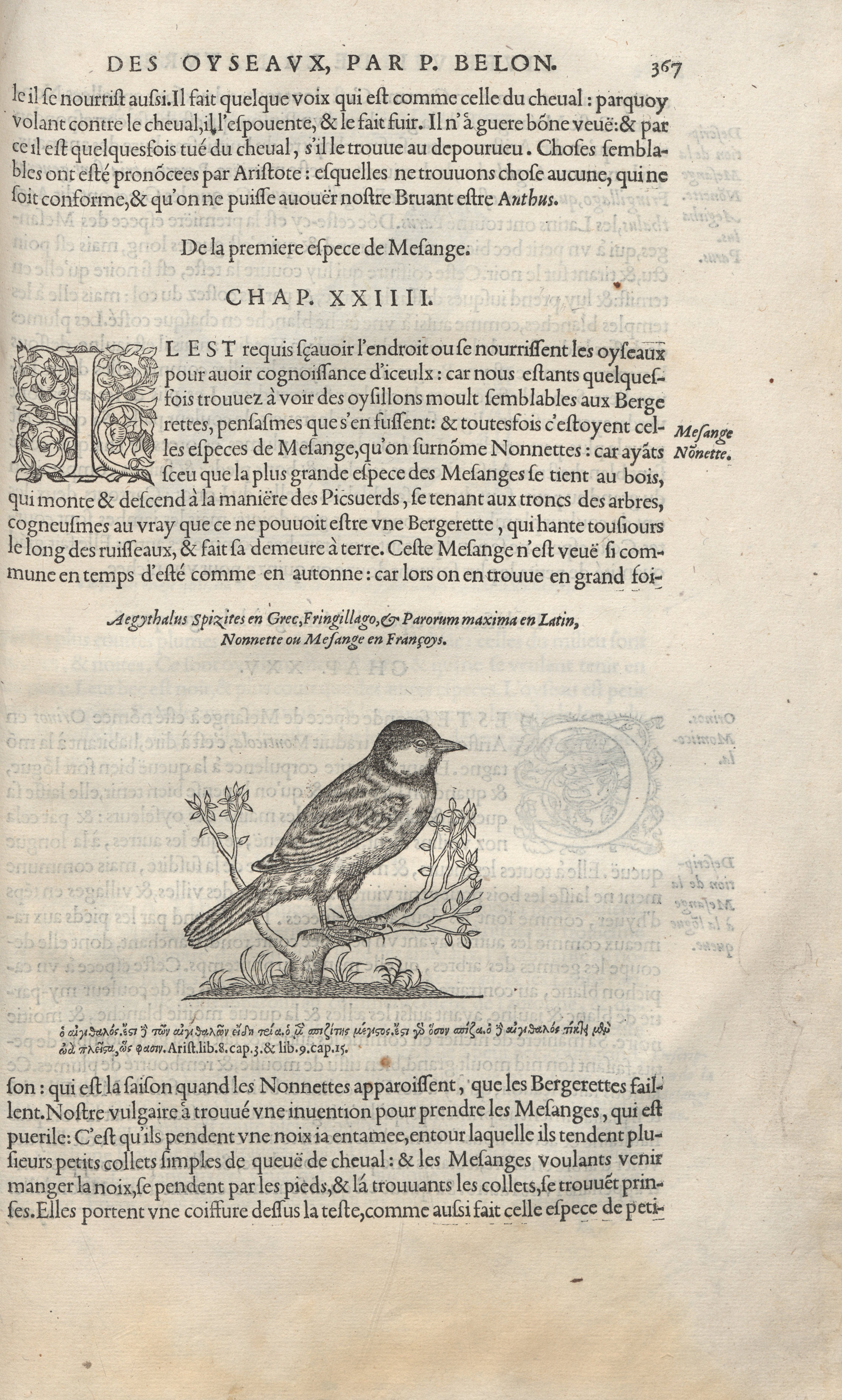
Зяблик

В данном труде Белон впервые поместил рядом скелеты человека и птицы и схожим образом обозначил гомологичные кости. Многие исследователи отмечают, что Белон первым из европейских натуралистов изобразил клюв тукана, обитающего в Америке. Белон обнаружил несколько таких клювов в кабинетах редкостей, но никогда не видел птицу самостоятельно, и подозревал, что она обитает около водоёмов, так как имеет строение подклювья, схожее с пеликанами и некоторыми утками. Белон отмечал лёгкий вес клюва, объясняемый его пористой структурой; ему не удалось найти ноздри, и он полагал, что они не нужны тукану из-за такой структуры клюва, кроме того, по словам Белона, птицы не могли полностью его закрывыть. Белон отмечал, что тукан не встречается в работах древних, так как описание, данное испанским натуралистом Гонсало Фернандесом де Овьедо-и-Вальдес в 1526 году, было практически неизвестно до 1628 года. При этом в XVI веке европейские исследователи путали туканов с гораздо более крупными птицами-носорогами, обитающими в Азии и Африке. Полную птицу впервые проиллюстрировал Андре Теве, который в 1555—1556 годах совершил путешествие в Бразилию. Теве утверждал, что ему удалось найти ноздри у тукана, но он отметил их в очень необычном месте, а также некорректно изобразил расположение пальцев. Кроме того, Белону принадлежит первое описание броненосца из Бразилии, тушку которого он видел на рынках в Константинополе. Белон отметил, что он часто встречается в кабинетах редкостей, так как тушку легко сохранить, и добавил, что он видел и живых животных в Париже, которых кормили зёрнами и фруктами.
Мишель Фуко в работе «Слова и вещи» (1966), рассматривая глубинные структуры (эпистемы) в истории западной культуры, считал, что сравнительная таблица Белона, в которой поставлены рядом скелеты человека и птицы, несмотря на внешнюю точность сравнения, не может считаться примером рационального и позитивного знания в духе XIX века; описание Белона является примером аналогии — одной из четырех форм подобия (сходства) эпистемы Ренессанса — и не выходит за рамки «аналогизирующей космографии» XVI века. Историк литературы Филипп Глардон проанализировал «Естественную историю птиц» с точки зрения двух основополагающих элементов связанной с космологией Ренессанса зоологии XVI века; этими элементами являлись сравнение и чудовища. Как отмечал исследователь, в работах Белона отражалось свойственное эпохе Возрождения восприятие мира, для которого природа представлялась «вселенной означающих символов, где каждая вещь несла тайный смысл, данный Творцом, и в той или иной степени пребывала в гармонии со всеми остальными». Для Белона многообразие видов объяснялось божественным могуществом, что указывало на невозможность для человека познать мир в целом; поэтому подход Белона основывался на сравнении и не предполагал создания всеохватывающей таксономии. Глардон выделил два типа сравнения: для первого характерны метафоры, отсылающие к практическим областям повседневной жизни, то есть не относящиеся к животному царству; второй, более важный тип сравнения осуществляется внутри животного царства, как в рамках одной группы, так и между шестью группами (по классификации Белона). Такое сравнение позволяет выявить свойство каждого вида и его связь с другими. Метафоры Белона обусловлены аристотелевской концепцией природы (финализм), сохранившейся в эпоху Возрождения: так, согласно натуралисту, птицы следуют своей «природе» благодаря тому, что наделены соответствующими инструментами; Белон определял вид как набор инструментов, формирующих целое. Терминология и подход Белона, его восхищение совершенством созданий природы, близки к Аристотелю и не являются, как отмечал Глардон, картезианскими.
В 1557 году вышла ещё одна работа, подписанная Белоном, — Portraits d’oyseaux, animaux, serpens, herbes, arbres, hommes et femmes d’Arabie et d’Égypte observez par P. Belon du Mans …. Делоне полагал, что работа была составлена издателями, несмотря на вынесенное в заголовок имя учёного. Биограф описывал трактат как «слабый альбом, украшенный четверостишиями сомнительного вкуса» (фр. mauvais album, adorne de quatrains d’un gout douteux). Низкое качество этого трактата, почти полностью посвящённого птицам и дополненного лишь несколькими иллюстрациями четвероногих и людей, отмечал и Кювье.
В 1950-е годы Роберт Джеймс Форбс (Robert James Forbes) утверждал, что путешествующий по Востоку Белон дал более качественное описание нефти, чем его современник, один из основателей минералогии Георг Агрикола, который был знаком только с месторождениями Центральной Европы. Будучи учёным-практиком, в трактате De admirabili operum antiquorum … 1553 года Белон определил битум, применяемый древними египтянами при мумификации, заживляющие и антисептические свойства которого позволяли медикам использовать его в лечебных целях. Считалось, что приложенное к месту падения «мумиё» разжижало кровь и противостояло гангрене. Диоскорид предлагал лечить им кашель, колики, дизентерию, боли в суставах, считал, что «мумиё» препятствует распространению змеиного яда. Белон же заметил, что материал, который снимали с древних мумий, отличается от такового у «современных» ему мумий (когда мёртвые тела выжаривались на солнце до тех пор, пока все внутренности не высушатся; такое «белое мумиё» появилось на рынке, когда спрос на обычное превысил предложение). Таким образом, Белон отказался от использования этого средства при лечении. Он говорил, что настоящее мумиё «состоит из человеческой плоти, пропитанной солью, битумом, или кедровой смолой» (фр. «composee de chair humaine, impregnee de sel ou de bitume, ou de poix de cedre»). По этому вопросу Белон последовательно спорил с современными ему медиками. В 1553 году он проезжал через Монпелье и встретился там с Ронделе, которому передал свитки, найденные с мумией в Мемфисе. Белон писал о состоявшемся при этом диспуте по медицинскому применению мумий, в котором он принял участие. В других главах трактата De admirabili operum antiquorum … Белон дал своё собственное (а не скопированное у других учёных) описание красной, белой и чёрной нефти (вслед за турками и арабами Белон использовал название neft, а не petroleum), детальное описание методов добычи. Плохой уровень латыни у Белона, а также отсутствие в то время стандартных названий некоторых географических объектов не позволили Форбсу идентифицировать все места добычи нефти, которые Белон посетил в Италии в 1544—1550 годах.
Белон отрицательно относился к популярным в то время оккультизму и алхимии, высмеивал «деятелей философского камня» и «спагирию». Вместе с тем он соглашался с некоторыми «странными» методами лечения, в частности, с лечением колик отваром жаворонка или почек — икрой каракатиц. Белон писал: «Существуют определённые вещи, которые мы познаём посредством чувств и которые затмевают рассудок; существуют и другие вещи, которые мы познаём посредством рассудка и которые превосходят чувства. В первом случае необходимо придерживаться опыта, ибо не следует проверять рассудок и отвергать опыт; во втором случае мы не должны доверять чувствам, потому что мы не можем ни почувствовать, ни потрогать вещи» (фр. «Il y a certaines choses que l’on connait par les sens et qui surpassent la raison; d’autres que l’on apprend par le moyen de la raison et qui sont au-dessus des sens. Dans les premieres, il faut s’en tenir a l’experience, car on ne doit pas eprouver la raison et rejeter l’experience; dans les secondes, il ne faut pas s’en fier aux sens, parce qu’on ne peut ni les sentir ni les toucher»).

## Значение
В истории зоологии Белон рассматривается как учёный, который стоял у истоков современных естественных наук, его наблюдения и выводы внесли большой вклад в развитие естествознания в XVI веке. Несмотря на бедность, Белон получил известность ещё при жизни. Многие работы Белона вышли на его родном французском языке, а не на общепринятом в то время языке науки — латыни, что немецкий зоолог Эрвин Штреземан связывает со слабым образованием Белона. Учёный не читал труды греческих или латинских авторов, а пользовался помощью тех, кто знал эти языки. По словам биографа Делоне, это было одной из причин, по которым научные изыскания Белона подвергались критике. В то же время историк Джордж Хупперт считает, что этот факт позволил Белону и его работам приобрести популярность у широкого круга читателей, а не только у учёных. Делоне считал, что потомки «простили» Белону незнание греческого и латыни и «восхваляют в нём натуралиста, путешественника и писателя». Работы Белона выполнены с позиции строгого наблюдателя и лишены живописности, он фокусируется на деталях и не даёт описания пейзажей. По словам Делоне, «он видел Альпы, но не смотрел на них» (фр. «Il a vu les Alpes, il ne les a pas regardées»).

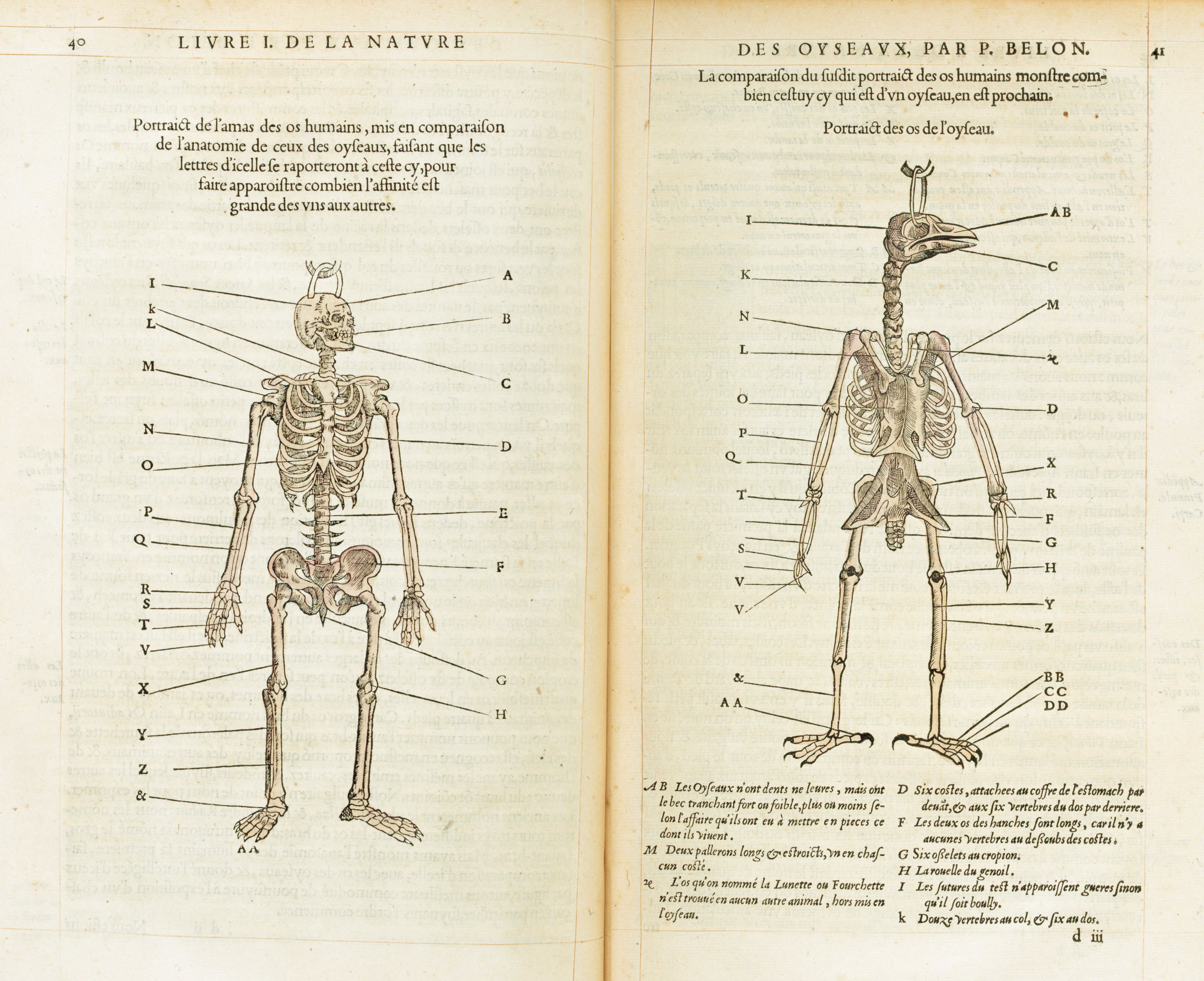
Сравнение скелета птицы и человека в трактате Белона

В области геологии и минералогии труды Белона не выделялись среди исследований его времени; в ботанике Белон следовал прежней традиции — от Теофраста до Альберта Великого — и в большей степени рассматривал растения не с точки зрения строгой науки, а для практической пользы, предпочитая давать имена растениям, а не описывать их. В зоологии учёный достиг намного больших успехов. По словам французского зоолога Этьенна Жоффруа Сент-Илера (1772—1844), Белон развивал подлинно аристотелевский метод, проводя наблюдения и обращаясь непосредственно к фактам. Французский натуралист Жорж Леопольд Кювье считал «Естественную историю птиц» первой книгой по орнитологии, современные орнитологи рассматривают трактат как отправную точку их научной дисциплины. Белон осуществил вскрытия птиц, принадлежащих около 200 видам, и исследовал их анатомическое строение. Учёный считается основателем сравнительной анатомии, он впервые поместил рядом скелеты человека и птицы. Иван Павлов назвал его «пророком сравнительной анатомии». Вместе с тем Белон не использовал анатомические особенности для классификации птиц, а руководствовался преимущественно их образом жизни и внешним обликом. Кроме того, Белон занимался изучением развития эмбриона, заложив основы эмбриологии.
Кювье полагал, что XVI век дал миру трёх ихтиологов, знакомых друг с другом и опубликовавших свои работы примерно в одно время: Белона и Ронделе из Франции, а также Сальвиани из Италии. Их работы основаны на личных наблюдениях, а не на компиляции трактатов древних; личная встреча и обмен рисунками породили необоснованные подозрения в плагиате. Ихтиолог Юджин Уиллис Гаджер в 1934 году связывал с «Водными животными» Белона начало ихтиологии как научной дисциплины, хотя более подробные издания появились уже в 1554 году: «Книга о морских рыбах» (De piscibus marini) Ронделе и «История водных животных» (Aquatilium animalium historiae) Сальвиани. Гаджер включал Белона в пятёрку крупнейших учёных, внёсших вклад в развитие ихтиологии в XVI веке и противопоставлял практические работы по ихтиологии Белона и Ронделе энциклопедическим трудам Конрада Геснера и Улиссе Альдрованди, размещая Сальвиани между ними. Кювье признавал высокое качество иллюстраций в работе Белона и обращал внимание на сопровождающее описание внешнего вида, которое практически отсутствовало в более ранних текстах. Вместе с тем Кювье отмечал, что основанное на работах предшественников описание образа жизни и среды обитания часто было неточным, так как идентификация рыб часто была ошибочной из-за очень скудных данных.

## История изучения и память

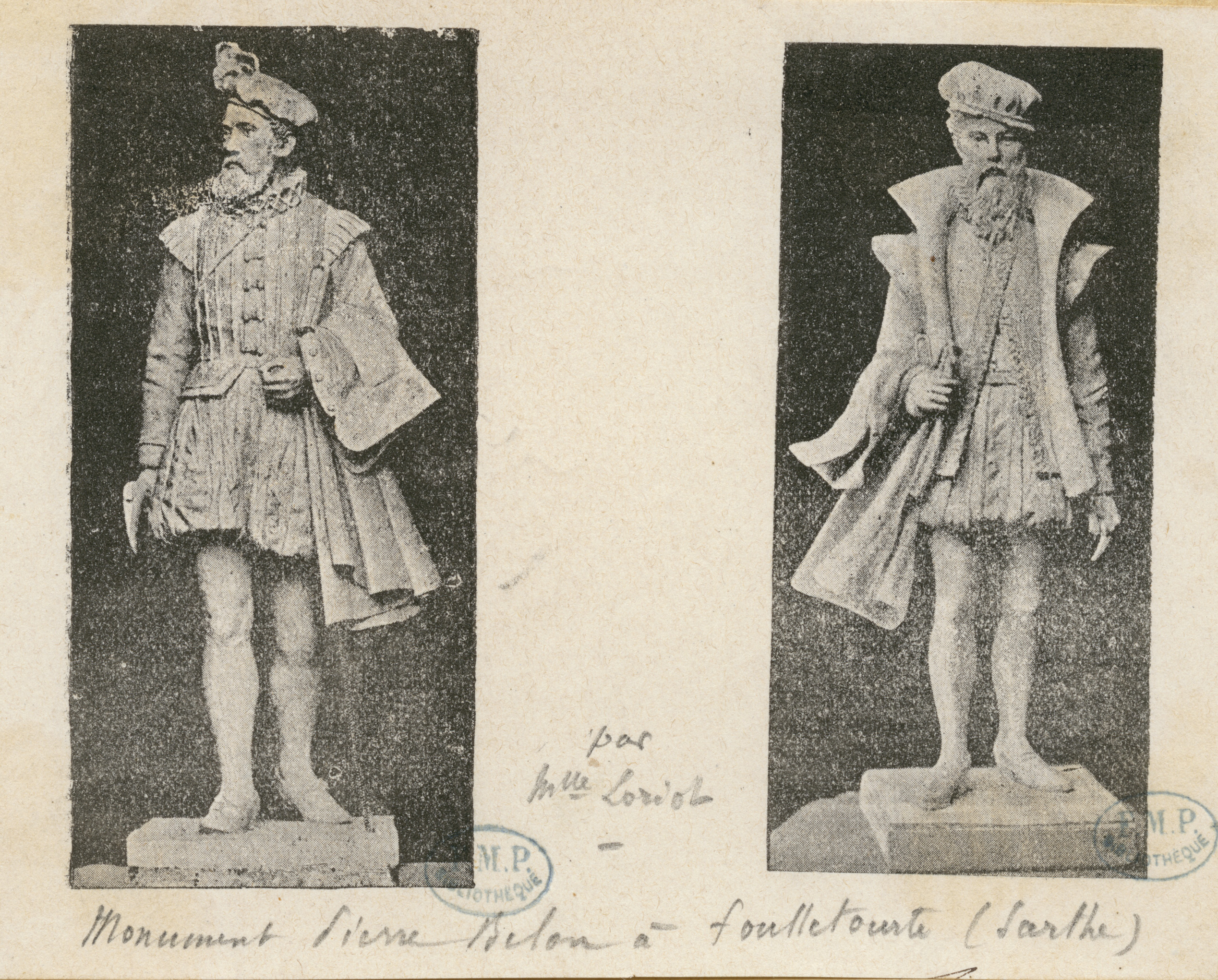
Монумент в Серан-Фультурт

В XVI веке труды Белона переводили Карл Клузиус и Улиссе Альдрованди. Некоторые сведения о Белоне содержатся в работах Жана-Пьера Нисерона, Жана-Бартельми Горео и некоторых других. В основном же работы историков лишь повторяют друг друга. Биографию Белона в 1920-е годы попытался восстановить французский историк Поль Делоне (Paul Delaunay), представивший Белона в образе настоящего учёного, человека науки. Историк детально исследовал труды Белона на предмет сведений о его жизни, размышляя о возможных профессиональных связях учёного с французскими и зарубежными коллегами и часто прибегая к предположениям. В 1922 году вышла его работа Les voyages en Angleterre du medicin naturaliste Pierre Belon, а в 1926 году — L’aventureuse existense du Pierre Belon du Mans. Делоне писал, что сочинения Белона редко содержат хронологические привязки и поэтому многие обстоятельства его биографии остаются неясными, даже при привлечении неопубликованных записок Белона. Репутация Белона как учёного, возможно, обусловила тот факт, что его сочинения не рассматривались с точки зрения истории ментальностей и литературной критики, и в некотором смысле Белон был забыт.
В 2001 году в работе «Загадка Хроники Пьера Белона» исследователь Моника Барси рассмотрела жизнь учёного в контексте политических и религиозных конфликтов того времени, представив его как «натуралиста-шпиона»; Барси выпустила комментированное издание посвящённого Первой гугенотской войне сочинения учёного под названием Cronique de Pierre Belon du Mans, medecin. Этот незавершённый труд ранее не публиковался и существовал в единственной копии. «Хроника» показывает образ интеллектуала — свидетеля исторических потрясений, вовлечённого в борьбу на стороне католиков против еретиков-кальвинистов. В «Хронике» излагаются взгляды Белона на гугенотов, её отличают выразительный, богатый язык и автобиографичность.
Шарль Плюмье назвал в честь Белона род растений семейства геснериевых (Gesneriaceae) — Bellonia, Карл Линней позднее перенял это название. В 1887 году в Ле-Мане была установлена бронзовая статуя учёного (скульптор — Шарль Фийоль), на открытии которой выступил французский ботаник Луи Кре, а Павлов отправил телеграмму. На скульптуре Белон представлен в костюме врача. В 1940-м году, при режиме Виши, статуя была переделана. 15 июня 1891 года состоялось открытие памятника Белону в родной коммуне учёного — Серан-Фультурт. Белон одет в костюм и шляпу с перьями, в левой руке он держит плащ, а в правой — кирку. В 1942 году статуя была снесена, но её точная копия восстановлена в 1992 году. Весной 2017 года в Дарвиновском музее прошла выставка, посвящённая 500-летию со дня рождения Пьера Белона, на которой демонстрировалась работа «Изображения птиц, животных, змей, мужчин и женщин арабских и египетских…», купленная основателем музея Александром Фёдоровичем Котсом 28 августа 1913 года в Лондоне за 15 фунтов.

## Сочинения
В словаре научных биографий 1970 года указаны следующие основные сочинения Белона:
- L’histoire naturelle des estranges poissons marins, avec la vraie peincture et description du daulphin, et de plusieurs autres de son espèce, observée par Pierre Belon du Mans (Paris, 1551) (лат.)
- De admirabili operum antiquorum et rerum suspiciendarum praestantia liber primus. De medicato dunere seu cadavere conditio et lugubri defunctorum ejulatione liber secundus. De medicametnis non-nullis servandi cadaveris vim obtinentibus liber tertius (Paris, 1553)
- De aquatilibus libri duo cum iconibus ad vivam ipsorum effigiem quoad ejus fieri potuit expressis (Paris, 1553) (лат.)
- De arboribus coniferis resiniferis, aliis quoque non-nullis sempiterna fronde virentibus… (Paris, 1553)
- Les observations de plusieurs singularitez et choses memorables trouvees en Grece, Asie, Judee, Égypte, Arabie et autres pays estranges, redigees en trois livres. Revues derechef, & augmentees de figures, avec une nouvelle table de toutes les matieres traitees en iceux (Paris, 1553)
- L’histoire de la nature des oyseaux, avec leurs descriptioms et naifs portraicts retirez du naturel, escrite en sept livres …. Архивная копия от 12 марта 2016 на Wayback Machine (Paris, 1555)
- La nature et diversité des poissons, avec leurs pourtraicts représentez au plus près du naturel, par Pierre Belon … Архивная копия от 3 марта 2016 на Wayback Machine (Paris, 1555)
- Portraits d’oyseaux, animaux, serpens, herbes, arbres, hommes et femmes d’Arabie et d’Égypte observez par P. Belon du Mans, le tout enrichy de quatrains, pour plus facile cognoissance des oyseaux et autres portraits, plus y est adjousté la Carte du Mont Attos et du Mont Sinay pour l’intelligence de leur religion (Paris, 1557)
- Les remonstrances sur le default du labour et culture des plantes et de la cognoissance d’icelles … (Paris, 1558)

## Комментарии
1. ↑  Как считал Аристотель, природа «изготавливает» тот или иной вид из ограниченного набора совершенных инструментов[40].
2. ↑   «Строение» и «смешивание» как процессы «внутреннего изготовления» того или иного вида явно являются аристотелевскими[41].
3. ↑  Как и Ронделе.
4. ↑  Наиболее качественные описания, преимущественно рыб Средиземного моря, содержит трактат Ронделе, тогда как Белон имел возможность путешествовать на север[3]. Классификация Ронделе, который был профессором анатомии, слабо отличается от таковой Белона и содержит более детальные описания анатомических признаков[3][31]. Солдатов назвал трактат Сальвиани популярным, а сопровождающие его рисунки — художественными. Работа Геснера, по его словам, является компиляцией и не содержит оригинальных сведений по ихтиологии[31].